# Championnat de Bulgarie de football 1948
Navigation
Saison précédente Saison suivante
La saison 1948 du Championnat de Bulgarie de football était la 24e édition du championnat de première division en Bulgarie. Elle déroule sous forme de coupe à élimination directe en matchs aller et retour.
Le Septemvri pri CDV Sofia (futur CSKA Sofia) remporte le titre national en battant le double tenant du titre, le PFK Levski Sofia en finale du championnat (1-2, 3-1). C'est le tout premier titre de champion de Bulgarie de l'histoire du club.

## Compétition

### Premier tour
| Équipe 1                     | Résultat | Équipe 2                | Aller | Retour |
| ---------------------------- | -------- | ----------------------- | ----- | ------ |
| Aprilov Gabrovo              | 1 - 4    | Septemvri pri CDV Sofia | 0 - 2 | 1 - 2  |
| PFK Levski Sofia T           | 2 - 0    | Lyubislav Burgas        | 2 - 0 | 0 - 0  |
| Hristo Mihaylov Mihaylovgrad | 6 - 13   | Marek Dupnitsa          | 3 - 4 | 3 - 9  |
| Benkovski Vidin              | 4 - 0    | Lokomotiv Ruse          | 2 - 0 | 2 - 0  |
| FK Spartak Sofia             | 3 - 0    | Ilinden Petrich         | 2 - 0 | 1 - 0  |
| TVP Varna                    | 7 - 3    | Loko Stara Zagora       | 1 - 1 | 6 - 2  |
| PFK Spartak Pleven           | 1 - 4    | Slavia Plovdiv          |       |        |
| Botev Plovdiv                | 2 - 4    | FK Spartak Varna        |       |        |

### Quarts de finale
| Équipe 1           | Résultat | Équipe 2                | Aller | Retour |
| ------------------ | -------- | ----------------------- | ----- | ------ |
| Benkovski Vidin    | 1 - 6    | Septemvri pri CDV Sofia | 0 - 4 | 1 - 2  |
| Marek Dupnitsa     | 2 - 0    | FK Spartak Sofia        | 2 - 0 | 0 - 0  |
| TVP Varna          | 2 - 6    | FK Spartak Varna        | 2 - 2 | 0 - 4  |
| PFK Levski Sofia T | 7 - 3    | Slavia Plovdiv          |       |        |

### Demi-finales
| Équipe 1           | Résultat | Équipe 2                | Aller | Retour |
| ------------------ | -------- | ----------------------- | ----- | ------ |
| FK Spartak Varna   | 2 - 6    | Septemvri pri CDV Sofia | 1 - 2 | 1 - 4  |
| PFK Levski Sofia T | 6 - 3    | Marek Dupnitsa          | 3 - 1 | 3 - 2  |

### Finale
| Équipe 1                | Résultat | Équipe 2           | Aller | Retour |
| ----------------------- | -------- | ------------------ | ----- | ------ |
| Septemvri pri CDV Sofia | 4 - 3    | PFK Levski Sofia T | 1 - 2 | 3 - 1  |

## Bilan de la saison
| Championnat de Bulgarie de football 1948 |                                     |
| Champion                                 | Septemvri pri CDV Sofia (1er titre) |
| Coupes et trophées                       |                                     |
| Vainqueur de la Coupe de Bulgarie 1948   | Lokomotiv Sofia                     |
| Promotions et relégations                |                                     |
| Promus en A PFL                          | Aucun                               |
| Relégués en B PFL                        | Aucun                               |